# دييغو ميراندا (لاعب كرة قدم مواليد 1986)
دييغو ميراندا (بالإسبانية: Diego Miranda) (20 يناير 1986 بباراغواي - ) هو مدرب كرة قدم ولاعب كرة قدم باراغواياني في مركز الهجوم. لعب مع خميناسيا خوخوي ونادي 12 أكتوبر لكرة القدم وSportivo Trinidense ‏.

## وصلات خارجية
- دييغو ميراندا على موقع قاعدة بيانات كرة القدم.إي يو (الإنجليزية)
- دييغو ميراندا على موقع عالم كرة القدم.نت (الإنجليزية)